# Jardín Botánico Cutler

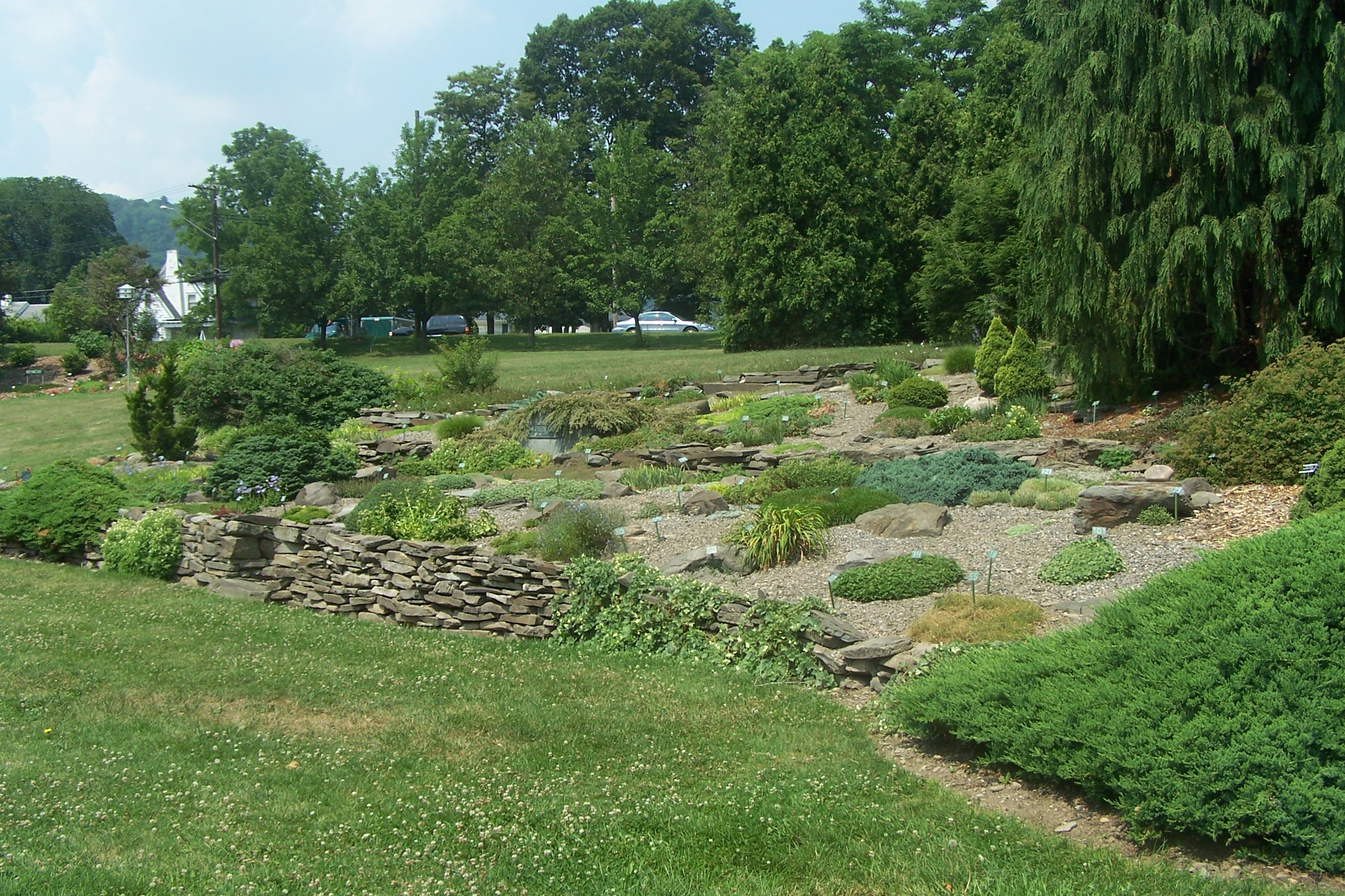
Vista del Cutler Botanic Garden.

El Jardín Botánico Cutler (en inglés: Cutler Botanic Garden es un jardín botánico de 3,5 acres (12,140 m²) dependiente de la Universidad de Cornell, se ubica en Binghamton, Nueva York, Estados Unidos.

## Localización
Cutler Botanic Garden, 840 Front Street Binghamton, Condado de Broome, Nueva York 11355 United States of America-Estados Unidos de América.42°6′8″N 75°54′42″O / 42.10222, -75.91167
Está abierto al público en los meses de verano. La entrada es libre de cargos.

## Historia
El jardín botánico fue establecido por Miss Frances Cutler, quién donó unos terrenos a la "Cooperative Extension" de la Universidad de Cornell.
En 1978 la idea del jardín botánico comenzó a tomar forma, y el jardín botánico abrió al público en 1979.

## Colecciones
Actualmente el jardín botánico es un aula al aire libre para las enseñanzas hotícolas y medioambientales, además de jardín de exhibición del  All-America Selections.